# موقد

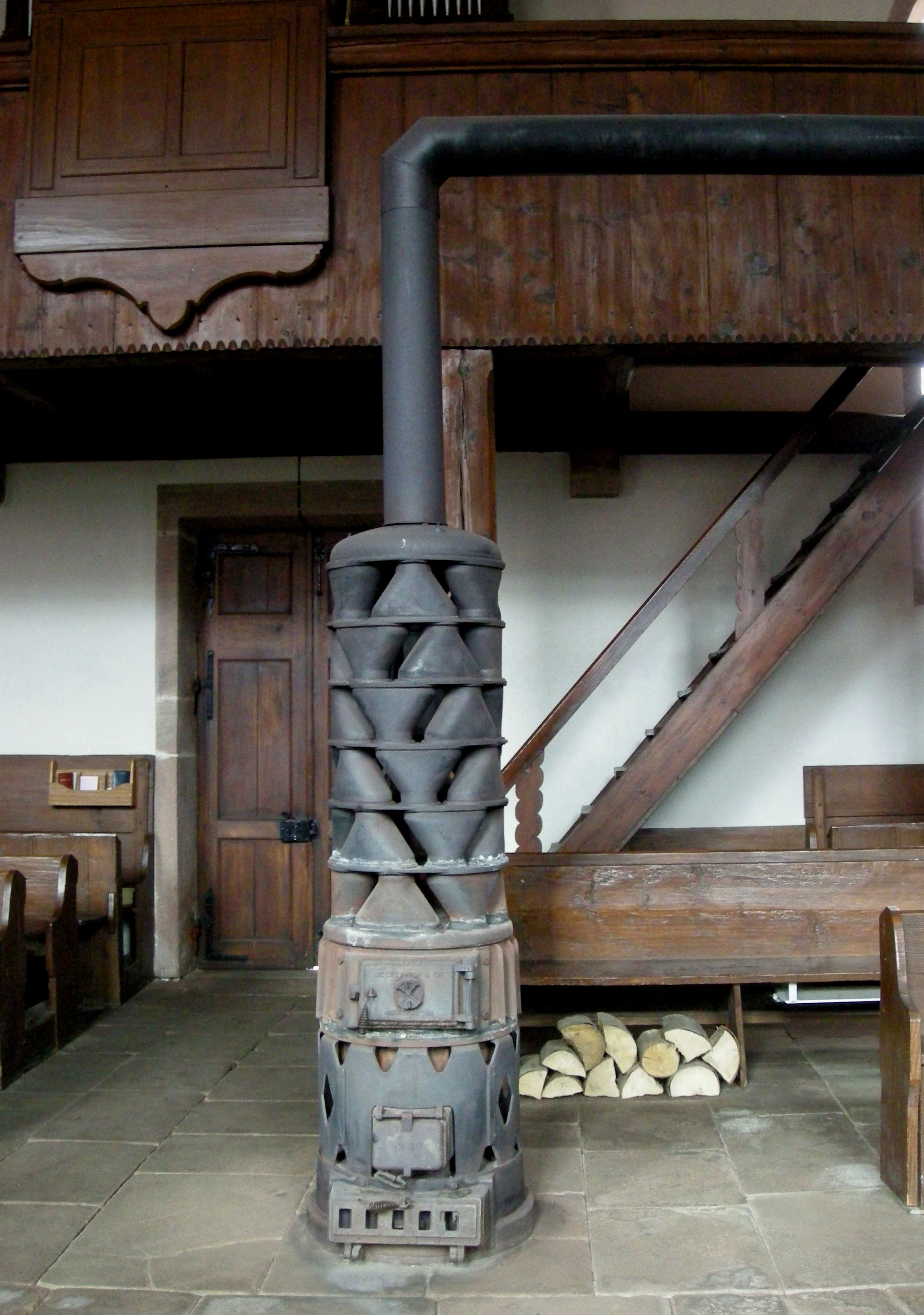
موقد بعادم غاز كبير مبادل حراري.

الموقد (الجمع: مَوَاقِد) هو مكان تسخين مغلق يتم فيه حرق الوقود للتدفئة، إما لتسخين المكان الذي يوضع فيه الموقد أو لتسخين الموقد نفسه وما عليه. وتشير المقالة التي نحن بصددها في الأساس إلى المواقد المغلقة التي تحرق الوقود الصلب لتدفئة الغرفة.

## الأصل
تشير الكلمة في الإنجليزية القديمة stofa إلى أي مساحة فردية مغلقة، مثل الغرفة، ولا تزال تستخدم كلمة stove «أي الموقد» في بعض الأحيان بهذا المعنى، مثل "stoved in". وحتى بداية القرن التاسع عشر كانت تشير كلمة stove أو «الموقد» إلى غرفة ساخنة فردية لذا، فعندما نرى جوزيف بانكس يؤكد على أنه «وضع أفضل نباتاته وأغلاها في الموقد stove» أو نرى رينيه ديكارت يقول إن «أفضل إلهام فلسفي له يحصل عليه في الموقد stove»، فلا نرى ذلك غريبًا مثلما نشعر به عندما نسمعه لأول مرة.
عند بداية ظهور هذا الموقد، كان الطعام يُعد عن طريق شي اللحم والخضروات على نار مفتوحة. فكانت توضع الأواني الفخارية أو غيرها من أواني الطهي مباشرة على النار المفتوحة ولكن كان يوضع الإناء على داعم بسيط كقاعدة لها ثلاثة أحجار، مما أدى إلى وجود موقد. ولا يزال يستخدم هذا الموقد المكون من ثلاثة أحجار على نطاق واسع حول العالم. وفي بعض المدن، تطور هذا الموقد ليكون من الطين المجفف على شكل حرف U أو حاوية من الطوب مفتوحة من الأمام للوقود والهواء، وفي بعض الأحيان يكون به فتحة أخرى صغيرة من الخلف.

## موقد المطبخ
موقد المطبخ أو الفرن هو جهاز داخل المطبخ مصمم من أجل طهي الطعام. يعتمد موقد المطبخ على حرارة مباشرة من أجل عملية الطهي وقد يحتوي أيضًا على فرن في الأسفل أو في أحد الجوانب يستخدم للخبز. وكان من التقليدي أن يُشعل هذا الموقد باستخدام الأخشاب ومن أقدم أمثلة موقد المطبخ التي تُشعل بالأخشاب ما كان يسمى  موقد الطهي stew stove (الذي صنعه المصمم الفرنسي فرانسوا سوفيل Francois Cuvills عام 1735 وكان يطلق عليه رسميًا  موقد Castrol Stove). وقد أتاحت التصميمات الأكثر حداثة مثل موقد رايبيرن Rayburn Range فرصة أفضل للاختيار بين مصدر الوقود إما الخشب أو الغاز.

## موقد حرق الأخشاب
يتكون الموقد الذي يعمل بحرق الأخشاب من غرفة احتراق محكمة الغلق (يتم فيها حرق الخشب) متصلة عبر المدخنة إلى مدخنة تدفع الدخان ونواتج الاحتراق الأخرى إلى الخارج. ومن أهم السمات التي تميز هذا النوع من المواقد أنه محكم الغلق. ويُعتقد أن أصله يرجع إلى موقد فرانكلين Franklin Stove على الرغم من أن موقد فرانكلين نفسه مأخوذ من تصميمات قديمة واستُخدم التصميم المفتوح بدلاً من المغلق.
إن القدرة على السيطرة على تدفق الهواء إلى النار (بحكم كونها غرفة احتراق محكمة الغلق) تسمح بالاحتراق بكفاءة أكبر بكثير (أي بعبارة أخرى، توفير المزيد من الحرارة بقدر أقل من الأخشاب والانبعاثات). وقد تضمنت التصاميم الحديثة عملية حرق ثانوية تُشعل الغازات والجسيمات غير المحترقة بدلاً من تنفيسها إلى الخارج. وهذا بدوره يحسن من كفاءة الاحتراق وزيادة الحرارة وفي الوقت نفسه يقلل الانبعاثات. وتنتج العديد من مواقد حرق الأخشاب الحديثة أقل من 1 جرام من الجزيئات المنبعثة في الساعة مما يجعلها خالية من قيود مراقبة الدخان في العديد من البلدان.
وقد ازدادت شعبية مواقد حرق الخشب زيادة كبيرة؛ إذ إن تكاليف التشغيل أقل من نصف تكاليف الأنظمة التي تعمل بالوقود أو الغاز، إضافة إلى أنها الأفضل حيث تدعمها الحكومة للحد من انبعاثات الكربون. على الرغم من أن ثاني أكسيد الكربون ينتج عن حرق الإخشاب، فإن عملية «الوقود المتزايد» في هيئة الأشجار يؤدي إلى امتصاص ثاني أكسيد الكربون من الهواء بما يؤدي إلى توازن تلك الانبعاثات.

## مواقد الفحم
من مواقد التدفئة الأكثر شيوعًا في العالم الصناعي لقرن ونصف تقريبًا موقد الفحم coal stove الذي يحرق الفحم. وتختلف أشكاله وأحجامه وأساسيات تشغيله. ويجب أن يحترق الفحم في درجة حرارة أعلى بكثير من الخشب، لذا فمواقد الفحم مصممة لتتحمل درجات الحرارة العالية. فمن الممكن لموقد الفحم أن يحرق إما الفحم أو الخشب ولكن لا يمكن لموقد الخشب أن يحرق الفحم. وعلى الرغم من أن موقد الفحم يعطي حرارة أكثر عند حرق نفس الوزن من الخشب، ولكن لا تستخدم مواقد الفحم إلى حد كبير بسبب المخاوف البيئية.

## الكفاءة
عند المقارنة بالنار المفتوحة، تقدم المواقد المغلقة كفاءة وتحكمًا أكبر. في الهواء الطلق، يحترق الوقود الصلب فقط عند درجة حرارة 240 °C (464 °F) والتي تعتبر أقل بكثير من درجات الاحتراق المثالية وتُفقد الحرارة الناتجة عن عملية الاحتراق وتتطاير جزيئات الدخان دون أن تحترق بالكامل ولا يمكن التحكم في توفير هواء الاحتراق بسهولة.
وبتطويق الحريق في غرفة وربطها بمدخنة السحب ينشأ (تيار السحب) في المدخنة ليسحب الهواء النقي لحرق الوقود. ويتسبب ذلك في ارتفاع درجة الحرارة إلى (600 °م (1,112 °ف)) بحيث يتحقق الاحتراق الأفضل ويسمح الإغلاق بتنظيم دخول الهواء ولا يتم فقد الهواء نتيجة الحمل الحراري. وبهذا التصميم المبتكر، يصبح من الممكن أيضًا توجيه تدفق الغازات المحترقة داخل الفرن بحيث يتم تسخين جزيئات الدخان وتفكيكها.
إن غلق النار يمنع الهواء من الخروج من الغرفة إلى المدخنة. ويمكن هذا أن يمثل خسارة كبيرة للحرارة حيث إن النيران المفتوحة يمكن أن تسحب عدة أمتار مكعبة من الهواء الساخن كل ساعة.
وكانت غرفة النار fire chamber: من التحسينات المبكرة، حيث يتم غلق النيران من ثلاثة جوانب عن طريق جدران بناء ويغطيها لوح من الحديد. وفي عام 1735 ظهر أول تصميم يحكم غلق النيران تمامًا: وهو موقد كاسترول الذي صممه المعماري الفرنسي فرانسوا سوفيل François Cuvilliés وكان أول بناء يحتوي على فتحات للنيران تغطيه ألواح مثقبة من الحديد. ويعرف أيضًا باسم موقد الطهي. وعند اقتراب انتهاء القرن الثامن عشر، تم تحسين هذا التصميم عن طريق وضع أوعية في الثقوب في اللوح الحديدي العلوي، وبالتالي تزيد كفاءة الحرارة.

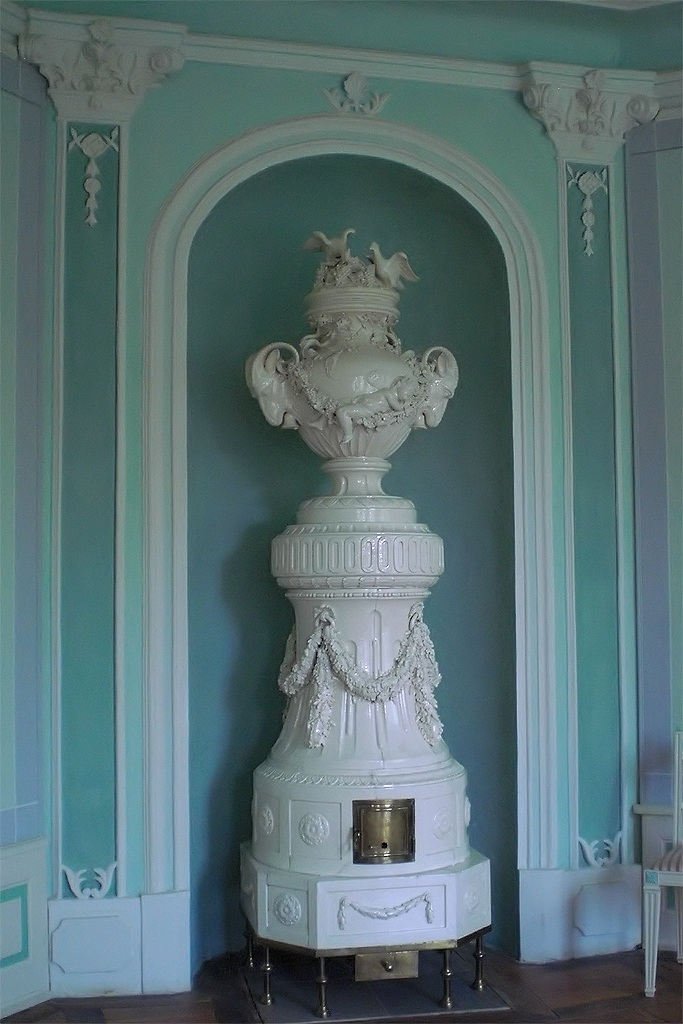
تماما الكلاسيكية الجديدة الخزف المزجج أوفن ، في وقت مبكر القرن ال19، في شلوس Wolfshagen، Prignitz، براندنبورغ

في عام 1742، حصل بنيامين فرانكلين Benjamin Franklin على براءة اختراع موقد من المعدن في محاولة لإثبات كفاءته.
تستخدم بعض المواقد المحول الحفاز الذي يسبب احتراق الغاز وجزيئات الدخان التي لم يتم حرقها. بينما تستخدم نماذج أخرى التصميم الذي يتضمن عازل الأتاتين، وهو عازل كبير لإنتاج أطول مسار لتدفق الغاز وأكثر حرارة. وغالبًا ما تُبنى المواقد الحديثة المغلقة مع نافذة للسماح بدخول بعض الضوء وتمكن المستخدم من رؤية تعاظم النار.
وعلى الرغم من أن المواقد المغلقة عادة تكون أكثر كفاءة وسيطرة من النار المفتوحة، إلا أن هناك بعض الاستثناءات. أما عن موقد النار المفتوحة لتسخين المياه back boiler الذي يستخدم في أيرلندا على سبيل المثال، فقد يكون أكثر كفاءة بنسبة 80% بينما قد يعد الموقد المغلق المستخدم في الصين أقل كفاءة بنسبة 15%.

## المادة

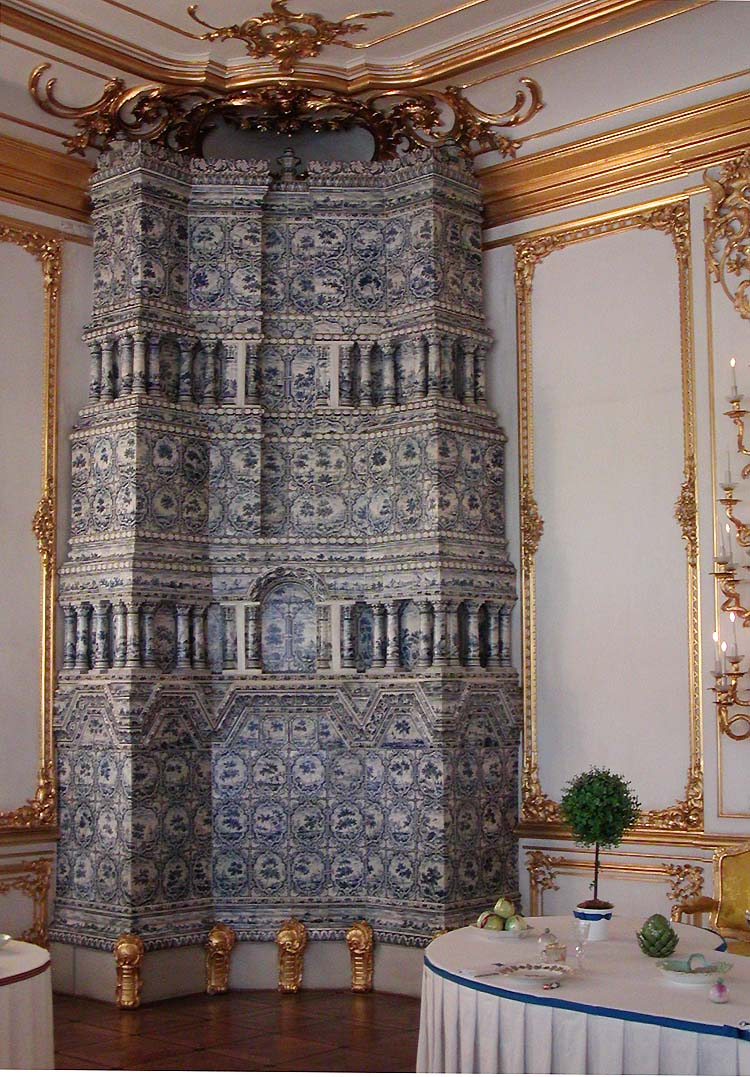
موقد خزفي (للتسخين) في غرفة الطعام في قصر كاثرين، سان بطرسبرج.

تطورت السخانات الحجرية للتحكم في تدفق الهواء في المواقد. تم تصميم السخان الحجري للسماح للاحتراق الكامل عن طريق حرق الوقود في درجة حرارة كاملة مع عدم وجود قيود على تدفق الهواء. وبسبب كتلته الكبيرة الحرارية، تشع الحرارة لفترات طويلة دون الحاجة إلى نار ثابتة وتعد درجة حرارة السطح غير خطيرة عند لمسها.
بدأ استخدام المواقد المعدنية في القرن الثامن عشر. ومن أكثر الأمثلة شهرة للموقد المعدني هو موقد فرانكلين، الذي اخترعه بنيامين فرانكلين عام 1742. فهو يحتوي على مسار تيهي لخروج غازات العادم الساخنة، مما يسمح بدخول الحرارة إلى الغرفة بدلاً من الصعود للمدخنة. ومع ذلك، تم تصميم موقد فرانكلين ليسمح بالتسخين وليس للطهي. بنيامين طومسون Benjamin Thompson كان ضمن أول من قدم موقد الطهي المعدني في مطلع القرن التاسع عشر. استخدم موقد رومفورد Rumford fireplace نارًا لتسخين الأوعية المعلقة في الثقوب بحيث يتم تسخينها من الجوانب أيضًا. وكان من الممكن تنظيم الحرارة بشكل فردي لكل ثقب. تم تصميم هذا الموقد للكافيتريات أو مطابخ القلاع الكبيرة. وسوف يستغرق الأمر ثلاثين عامًا أخرى حتى يتم تحسين هذه التكنولوجيا وينخفض حجم موقد الحديدي ليلائم الاستخدام المنزلي. وكان موقد أوبرلين لفيلو ستيوارت Philo Stewart له أثر كبير وهو موقد من الحديد لحرق الأخشاب حصل على براءة اختراع في الولايات المتحدة عام 1834، وحقق نجاحًا كبيرًا من الناحية التجارية بصناعة 90000 وحدة تباع في الثلاثين عامًا القادمة. وفي أوروبا، ظهرت تصميمات شبيهة في حقبة الثلاثينيات. في السنوات التالية، تطورت هذه المواقد الحديدية إلى أجهزة الطهي المتخصصة مع أنابيب مداخن متصلة بمدخنة وثقوب الفرن وأدوات لتسخين المياه. وتمت تغطية الثقوب المفتوحة والمعلق بها الأوعية بحلقات حديدية مركزية توضع عليها الأوعية. وبناءً على حجم الوعاء أو الحرارة اللازمة، يمكن إزالة الحلقات الداخلية.

## التصاميم الحديثة للموقد
مع تزايد المخاوف المتصاعدة بشأن تلوث الهواء وقطع أشجار الغابات وتغير المناخ، بُذلت جهود جديدة لتحسين تصميم الموقد. وتمثلت القفزات الهائلة في ابتكارات مواقد حرق الكتل الحيوية مثل مواقد حرق الأخشاب التي تستخدم في كثير من البلدان الأكثر اكتظاظًا بالسكان. تعالج هذه التصاميم الجديدة المشكلة الأساسية المتمثلة في استهلاك النيران الناتجة عن حرق الأخشاب وغيره من الكتل الحيوية لكميات كبيرة من الوقود بطريقة غير فعالة إذ تنتج كميات صغيرة نسبيًا من الحرارة في حين تنتج أدخنة تصدر ملوثات
داخل الأماكن المغلقة وتلوث البيئة بأكملها. وقد وثقت منظمة الصحة العالمية رقم الوفيات الهائل الناجم عن الدخان المنبعث من الحرائق المنزلية. وتعني زيادة الكفاءة إمكانية استهلاك وقت أقل في جمع الأخشاب أو أنواع الوقود الأخرى من قِبل مستخدمي المواقد وأيضًا تقليل إصابتهم بالنفاخ الرئوي وغيره من أمراض الرئة التي تشيع في المنازل المملوءة بالدخان، بينما يقل قطع أشجار الغابات وتلوث الهواء.
مواقد الذرة ومواقد بيليه والأفران هي أنواع من مواقد الوقود الحيوي. تنتج اللبة الجافة المقشرة للذرة التي تسمى أيضًا حبيبات الذرة قدرًا من الحرارة مماثلًا لما تنتجه الحبيبة الخشبية ولكنها تخلف كمية أكبر من الرماد. «وتبدو مواقد حبيبات الذرة مماثلة لمواقد الحبيبات الخشبية من الخارج. ونظرًا للكفاءة العالية التي تتمتع بها تلك المواقد فهي ليست بحاجة إلى مدخنة، وإنما يمكن توصيلها بفتحة خارج المنزل عن طريق أنبوب يبلغ طوله أربع بوصات (102 ملم) عن طريق جدار خارجي وبذلك يمكن وضع الموقد في أيٍ من غرف المنزل».
تستخدم مواقد البيليه كريات من الوقود الحيوي المتجدد نظيف الاحتراق بدرجة كبيرة. وتعد التدفئة المنزلية باستخدام موقد البيليه حلاً بديلاً يستخدم حاليًا في جميع أنحاء العالم ويتزايد استخدامه بسرعة في أوروبا. تصنع الكريات من الموارد المتجددة - وعادة ما تصنع من نشارة الخشب أو القطع المشطورة. ويوجد الآن ما يزيد عن نصف مليون منزل في أمريكا الشمالية يستخدم مواقد البيليه للتدفئة وربما يستخدمها عدد مشابه في أوروبا. وعادة ما تستخدم مواقد البيليه حلزونة تلقيم لنقل الحبيبات من قادوس تخزين إلى غرفة الحرق. وتوفر مروحة كهربية الهواء اللازم للحرق. يحدث الاشتعال أوتوماتيكيًا باستخدام تيار هواء مسخن بواسطة عنصر كهربي. قد تتفاوت سرعتا دوران الملقم والمروحة لتنظيم ناتج الحرارة.
وتستند المواقد الأخرى ذات الكفاءة إلى التيارات الهوائية الصاعدة التي تُشعل من أعلى أو غاز الخشب أو الموقد الحارق الدخاني قاعدة طُبقت واشتهرت من قِبل الدكتور توماس ريد Thomas Reed واستخدمت هذه القاعدة قطعًا صغيرة من العصي والرقائق الخشبية أو البشارة أو أوراق الشجر، وما إلى ذلك كوقود. وترتفع الكفاءة هنا بنسبة تصل إلى 50 في المائة مقارنة بالمواقد التقليدية التي تبلغ نسبتها من 5 إلى 15 في المائة في المتوسط.

### الموقد محكم الهواء

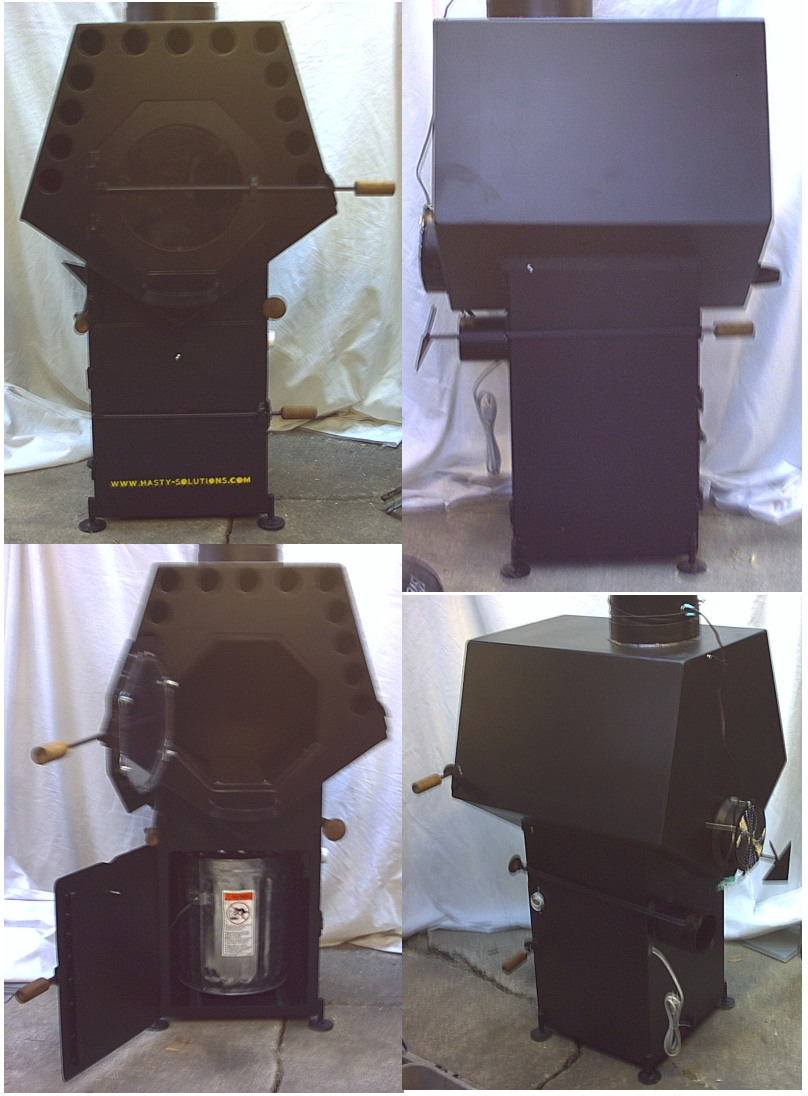
موقد الخشب الخماسي ذاتي التنظيف هو موقد خشب من طراز EPA يعمل بهواء الحرق الثانوي بمبادل حراري تدفعه مروحة ومنظم حرارة وإدخال الهواء الخارجي بصمام خنق ومهزات ومجمع رماد لتسهيل التنظيف.

الموقد محكم الهواء هو موقد حرق الخشب مصمم لحرق الوقود الصلب، عادة ما يكون الخشب، بأسلوب خاضع للتحكم لتوفير استخدام الوقود بكفاءة وبطريقة خاضعة للسيطرة، وأيضًا منافع التدفئة الثابتة أو درجات الحرارة اللازمة للطهي. وتصنع تلك المواقد من ألواح معدنية وتتكون من غرفة حرق تشبه الطبلة مزودة بفتحات لتدفق الهواء قابلة للفتح والغلق ومدخنة يبلغ طولها مترًا أو يزيد تتحول من الوضع الرأسي إلى الأفقي بحيث تخرج من الخيمة أو المبنى من جدار جانبي بدلاً من السطح.
غالبًا ما تستخدم تلك المواقد لتدفئة الخيام والمباني في الشتاء. يوضع الخشب أو غيره من الوقود داخل الموقد، ثم يشتعل وبعد ذلك ينتظم تدفق الهواء للتحكم في الحرق. ويكون دفق الهواء الداخل إما على مستوى إضافة الوقود أو على مستوى أقل منه. يرتفع العادم (دخان) على الموقد عادة بمسافة عدة أمتار تعلو غرفة الحرق. يوفر هذا الترتيب تنظيم كثافة النيران عن طريق تحديد دفق الهواء ويتيح للنار إمكانية دفع تيار هواء قوي أو سحبه من خلال المدخنة. وينشأ عن ذلك استخدام وقود عالي الكفاءة. وتعد المواقد الصاروخية إصدارات تقليدية أخرى أكثر تعقيدًا. ومع ظهور أقمشة الخيام الجديدة، تراجع استخدام تلك المواقد إذ إن استبدال النايلون بالكتان يزيد من مخاطر الحريق.

## الانبعاثات
تصدر كثير من الدول تشريعات للسيطرة على الانبعاثات. ففي الولايات المتحدة أصدرت وكالة حماية البيئة معاييرًا صارمة بشأن الانبعاثات في أواخر ثمانينيات القرن العشرين. يقتصر أقصى ناتج دخان على 7.5 جرامات في الساعة.
يمكن أن ترتفع درجة حرارة الحرق في المواقد الحديثة حتى يحدث الحرق الثانوي والكامل للوقود. يحتوي سخان المباني المشتعل بطريقة سليمة على قليل من الجزيئات الملوثة أو لا يحتوي عليها مطلقًا في العادم المنبعث منه ولا يسهم في تراكم الكريوزوت في مسالك السخان أو المدخنة. وتنبعث من بعض المواقد كمية قليلة تبلغ من 1 إلى 4 جرامات في الساعة. ويقل ذلك تقريبًا بنسبة تصل إلى 90% عن المواقد الأقدم، وينعدم الدخان المرئي من المدخنة تقريبًا. ويتحقق ذلك بدرجة كبيرة عن طريق إشعال أقصى كمية من المواد مما يسفر عن صافي كفاءة يتراوح بين 60% إلى 70% مقارنة بنسبة 30% التي يحققها المستوقد المفتوح. (صافي الكفاءة هو كمية الطاقة الحرارية المحولة إلى الغرفة مقارنة بالكمية التي يحتوي عليها الخشب مطروحًا منها أي كمية يجب تعويضها بواسطة الحرارة المركزية بسبب أي مشاكل في دفق الهواء).

## أبحاث المواقد وتطويرها
لا يزال البحث عن مواقد أكثر أمانًا وأنظف في استخدامها أمرًا مهمًا للكثيرين خاصة بالنسبة للمناطق منخفضة المستوى فيما يتعلق باستخدام التكنولوجيا الحديثة. وتعد المواقد التي يشيع استخدامها حول العالم، خاصة في دول العالم الثالث من أخطار الحريق والأسوأ من ذلك: وفقًا لـ منظمة الصحة العالمية يموت مليون ونصف شخص كل عام من جراء استنشاق الدخان داخل الأماكن المغلقة الذي تتسبب فيه المواقد الفاسدة. ومنذ عام 1999 تجري استضافة ندوة «ستوف كامب Stove Camp» للمهندسين من قِبل مركز أبحاث أبروفيتشو Aprovecho Research Center في (أوريغون بالولايات المتحدة) بهدف تصميم موقد رخيص وصحي يعمل بكفاءة ويصلح للاستخدام في جميع أنحاء العالم. وواصلت جمعيات هندسية (انظر إنفيروفيت Envirofit في كلورادو بالولايات المتحدة) وجماعات خيرية أخرى (انظر مؤسسة غيتس Gates Foundation في كاليفورنيا بالولايات المتحدة) البحث والتطوير من تصميمات المواقد المحسنة.